# جامعة مسيسيبي مدرسة الطب

جامعة مسيسيبي مدرسة الطب (بالإنجليزية: University of Mississippi School of Medicine)‏ هي إحدى الكليات لتدريس الطب في الولايات المتحدة الأمريكية. تقع في مدينة جاكسون في ولاية مسيسيبي الأمريكية. نوع الشهادة الطبية التي يتم تحصيلها هناك هي دكتور في الطب.